# José Tomás de Sousa Martins
José Tomás de Sousa Martins (Alhandra, Vila Franca de Xira, Portugal, 7 maart 1843 - aldaar, 18 augustus 1897) was arts en hoogleraar aan de Medisch-Chirurgische School van Lissabon, de voorloper van de Faculteit Medische Wetenschappen van de Universiteit NOVA in Lissabon.  Hij studeerde farmacie en geneeskunde en werkte in Lissabon, vooral voor de arme bevolking. Zijn bijzondere interesse was de strijd tegen de tuberculose. Door zijn loopbaan en zijn keuze om vooral voor de arme bevolking van Lissabon te werken werd een imago gecreëerd van een heilige, die tot op heden merkbaar is.

## Jeugd
Sousa Martins werd geboren in Alhandra in de gemeente Vila Franca de Xira op 7 maart 1843 in een arm gezin. Hij was de zoon van Caetano Martins, timmerman, en Maria das Dores de Sousa Martins, huishoudster. Hij verloor zijn vader toen hij 7 jaar oud was. Op 12-jarige leeftijd verhuisde hij naar Lissabon naar zijn oom, die apotheker was in de Farmacia Ultramarina.
Van 1861 tot 1866 studeerde Sousa Martins geneeskunde aan de Medisch-Chirurgische School van Lissabon. In dezelfde periode (1861-1864) deed hij de opleiding tot apotheker.

## Loopbaan
Op 13 juli 1864 werd hij verkozen tot lid van de Farmaceutische Vereniging van Lissabon (Sociedade Farmacêutica Lusitana).  Gedurende het decennium erna produceerde hij meerdere rapporten en adviezen en publiceerde hij verschillende artikelen in het officiële orgaan van de vereniging. Hij speelde een belangrijke rol bij de regulering van verschillende farmaceutische praktijken die mogelijk gevaarlijk zouden kunnen zijn voor de volksgezondheid.

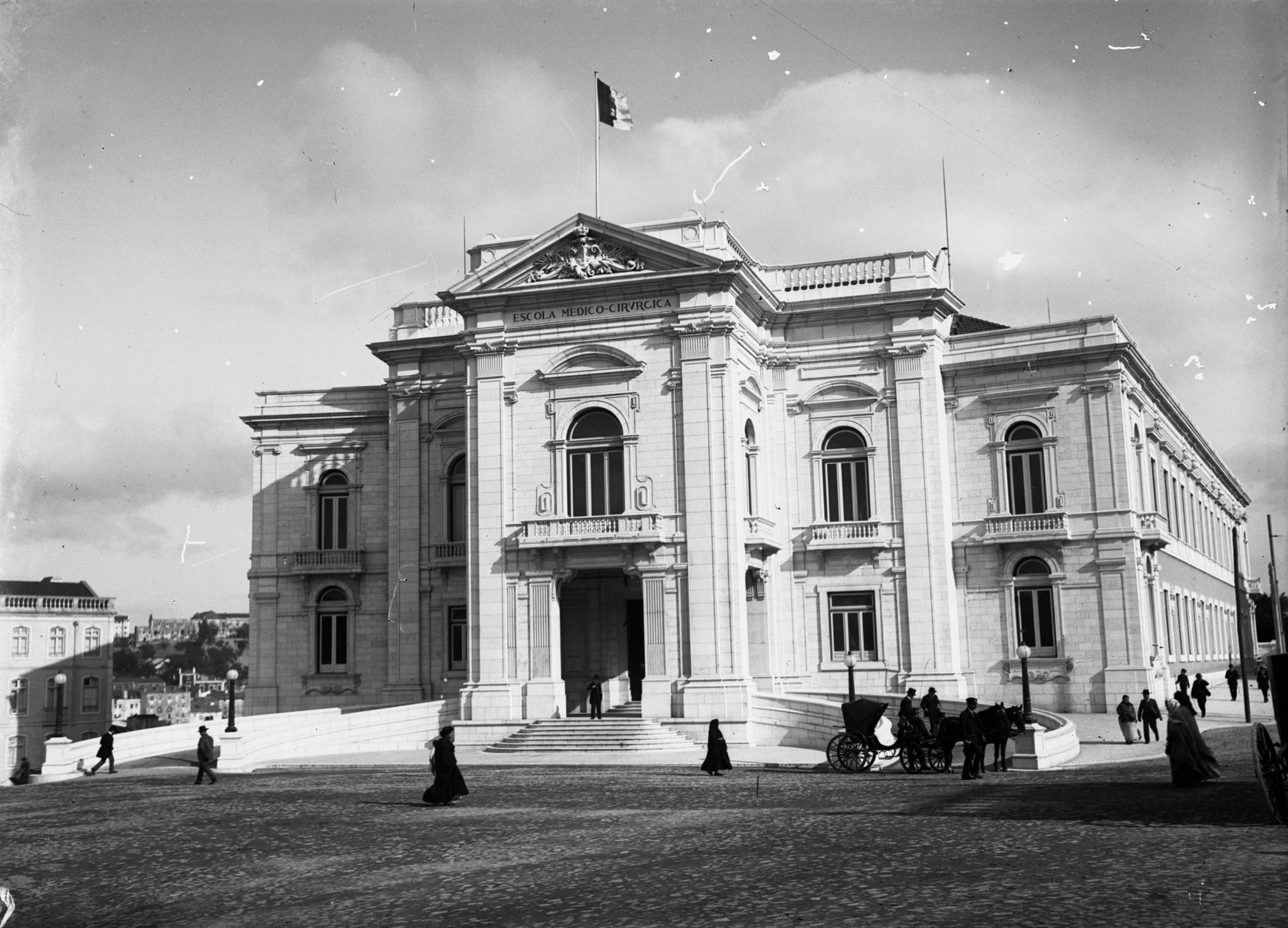
Het gebouw van de Escola Médico-Cirúrgica in Lissabon

In 1872 werd Sousa Martins benoemd tot hoogleraar aan de Medisch-Chirurgische School van Lissabon. Vanaf 1874 werkte hij als arts in het São José ziekenhuis. In datzelfde jaar was hij de afgevaardigde van Portugal op de Internationale Sanitaire Conferentie in Wenen.
In Lissabon werd hij alom gerespecteerd als arts en als lid van verschillende wetenschappelijke en maatschappelijke verenigingen. Als arts en professor hechtte hij veel belang aan de psychologische en humanitaire component van de medische praktijk. Hij verwierf veel aanzien in zijn strijd tegen tuberculose, een ziekte die in die tijd in Lissabon wijdverspreid was.

## Expeditie naar de Serra da Estrela
In 1881 werd een wetenschappelijke expeditie georganiseerd naar de Serra da Estrela, een geïsoleerde streek in het noordoosten van Portugal, onder auspiciën van de Geografische Vereniging van Lissabon. Sousa Martins was een van de oprichters van deze vereniging. De expeditie van wetenschappers en intellectuelen had tot doel om de  geografische, klimatologische en antropologische aspecten van de streek te bestuderen.
Sousa Martins' voornaamste interesse in de expeditie was om de meteorologie en de hygiënische omstandigheden van de regio te kennen, gezien het belang dat toen aan het klimaat werd toegekend bij de behandeling van longtuberculose. Het hoofddoel van Sousa Martins was om een sanatorium te bouwen in de Serra da Estrela om patiënten met longtuberculose te behandelen. 

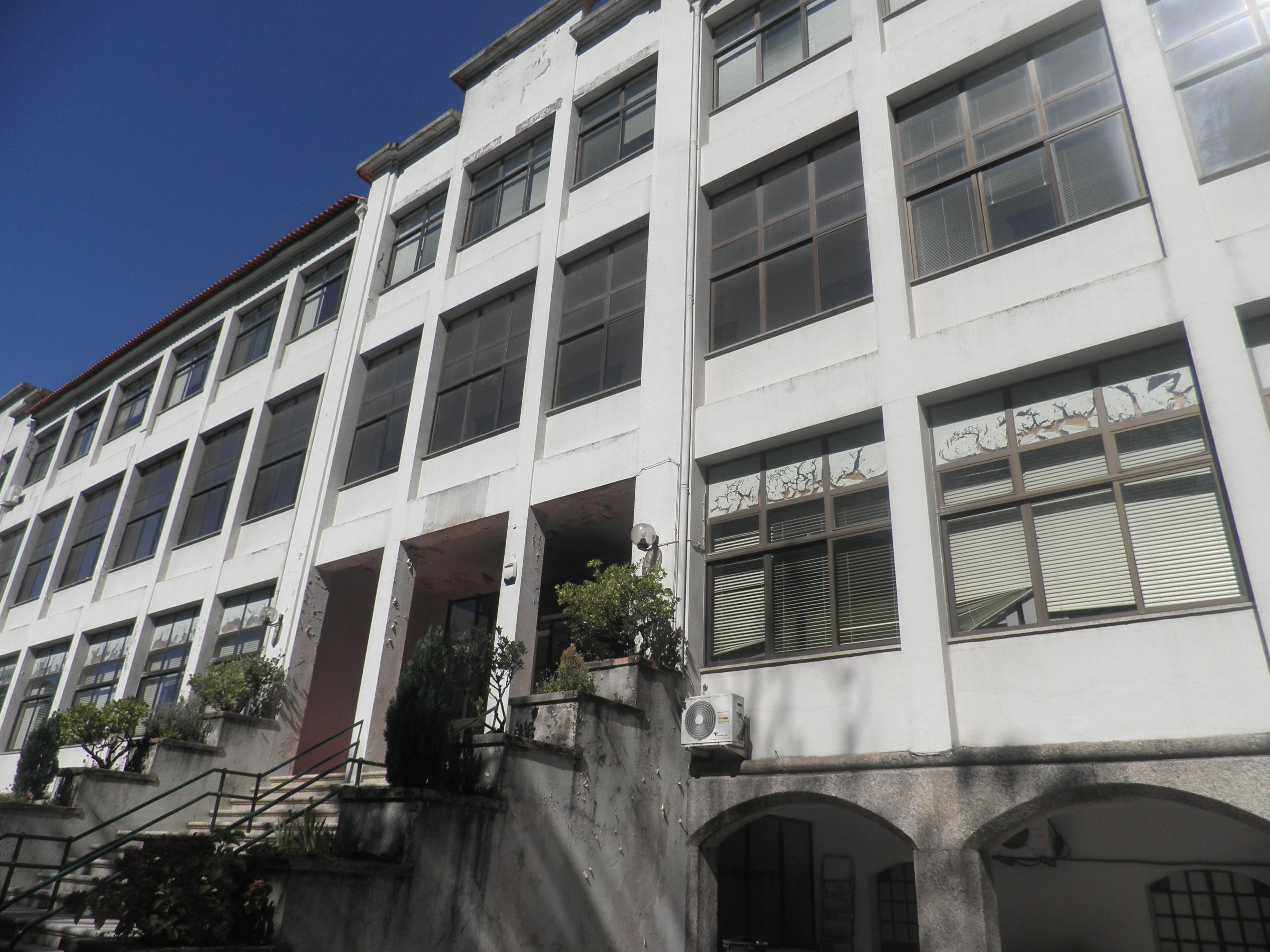
Het vroegere sanatorium Sousa Martins, Guarda

Ondanks zijn inspanningen nam het initiatief voor de bouw tijd in beslag. De inhuldiging van het sanatorium in Guarda vond plaats op 18 mei 1907, bijna tien jaar na de dood van Sousa Martins.
De nieuwe instelling kreeg zijn naam, Sanatório Dr. Sousa Martins, en gedurende meer dan een halve eeuw werden daar duizenden patiënten behandeld. In de jaren zestig verloor het sanatorium langzamerhand zijn functie, doordat de mogelijkheden voor de thuisbehandeling van tuberculose sterk verbeterden door de komst van antibiotica.

## Levenseinde en herinnering
In 1897 kreeg Sousa Martins zelf tuberculose. Zijn gezondheid ging gestaag achteruit en op 18 augustus 1897 maakte hij een eind aan zijn leven.

Het belangrijkste ziekenhuis in de stad Guarda heet Hospital Sousa Martins, als eerbetoon aan het baanbrekende werk van Sousa Martins op het gebied van tuberculose en klimaattherapie.

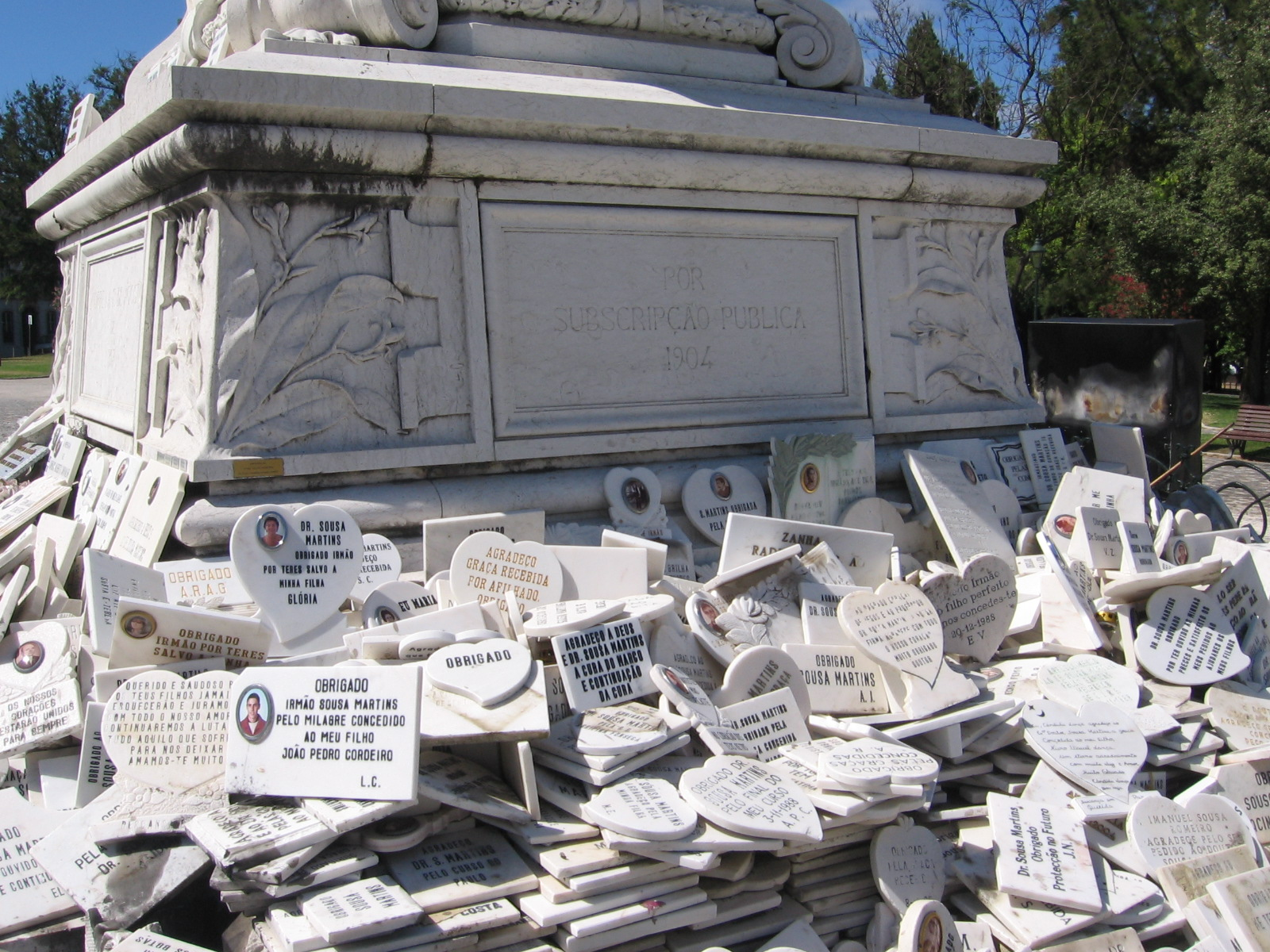
Beloftegeschenken aan de voet van het monument in Lissabon.

Op de geboortedag en de dag van overlijden bezoeken duizenden gelovigen zijn graf en andere plaatsen waar hij wordt vertegenwoordigd (zoals naast zijn standbeeld in Campo dos Mártires da Pátria, in Lissabon). Er wordt gebeden en men plaatst beloftegiften als smeekbede of als dank aan de arts.
In zijn geboorteplaats Alhandra, waar hij ook begraven ligt, bevindt zich het museum Dr.Sousa Martins.
Op de website van de Portugese nationale televisie kanaal RTP zijn twee documentaires te vinden over het leven van Sousa Martins.

## Sousa Martins en het spiritisme
De aanhangers van het spiritisme beweren dat hij een volgeling was van dit geloof, hoewel daar geen bewijs van is. Veel aanhangers van dit geloof denken genezing te vinden via communicatie met zijn geest.